# Regaining Unconsciousness
Regaining Unconsciousness è un EP pubblicato dal gruppo punk NOFX nel 2003.
La traccia Commercial non è indicata nella tracklist ma è presente nel disco.

## Tracce
1. Medio-Core – 3:09
2. Idiots Are Taking Over – 3:22
3. Franco Un-American – 2:25
4. Hardcore 84 – 1:56
5. Commercial – 2:03

## Formazione
- Fat Mike - basso e voce
- El Hefe - chitarra e voce
- Eric Melvin - chitarra
- Erik Sandin - batteria